# Ciribiribin
Ciribiribin ist ein fröhliches italienisches Lied im Dreivierteltakt. Es wurde von Alberto Pestalozza 1898 komponiert, den Text schrieb Carlo Tiochet. 
Die Besonderheit der Melodie ist der aus vier in chromatischer Folge abfallenden Noten bestehende Auftakt. Der Text dazu wird im Gegensatz zur Schreibweise meist „chiribiribie“ gesungen. Dies ermöglicht den Sängern, den Vokal am Ende, solange sie können, auszuhalten und dadurch eine besondere Dramatik zu erzeugen. 
Das komponierte Kunstlied wurde in Konzertsälen gesungen und schon früh auf Wachswalzen aufgenommen. In den dreißiger Jahren des vorigen Jahrhunderts wanderte es über den Film in die Songbücher der Big Bands, wurde zur Trompeten-Glanznummer und trat Anfang der 1940er Jahre in den italienischen Hitparaden auf. Heute wird „Ciribiribin“ oft für ein italienisches Volkslied gehalten.

## Bekannte Interpreten
| - Enrico Caruso (1909) - Frank Ferera (1923) - Grace Moore (1934) - Erna Sack (1938) - Benny Goodman (1938) - Harry James (1939) | - Glenn Miller (1939) - The Andrews Sisters (1939) - Frank Sinatra - Grace Moore (1936) - Erwin Lehn (1954) - Kurt Edelhagen (1959) | - Mario Lanza - Claudio Villa - Renato Carosone - Horst Fischer - Henry Mancini & His Orchestra (1971) |